# Taphaeus verus
Diospilus verus
Pour les articles homonymes, voir Taphaeus et Verus.
Espèce
Synonymes
- †Diospilus verus Théobald, 1937

Taphaeus verus est une espèce fossile  d'insectes hyménoptères de la famille des Braconidae.

## Classification
L'espèce Taphaeus verus est décrite en 1937 par le paléontologue français Nicolas Théobald (1903-1981) dans sa thèse sous le protonyme Diospilus verus,. 

### Fossiles
Le spécimen holotype Am23 vient de la collection du muséum national d'histoire naturelle de Paris. Cet insecte vient du gypse d'Aix-en-Provence.

### Étymologie
L'épithète spécifique verus signifie en latin « vrai ».

### Renommage
Cette espèce est renommée Taphaeus verus en 2014 par l'entomologiste polonais Sergey A. Belokobylskij (d) (1958-) ,.

## Description

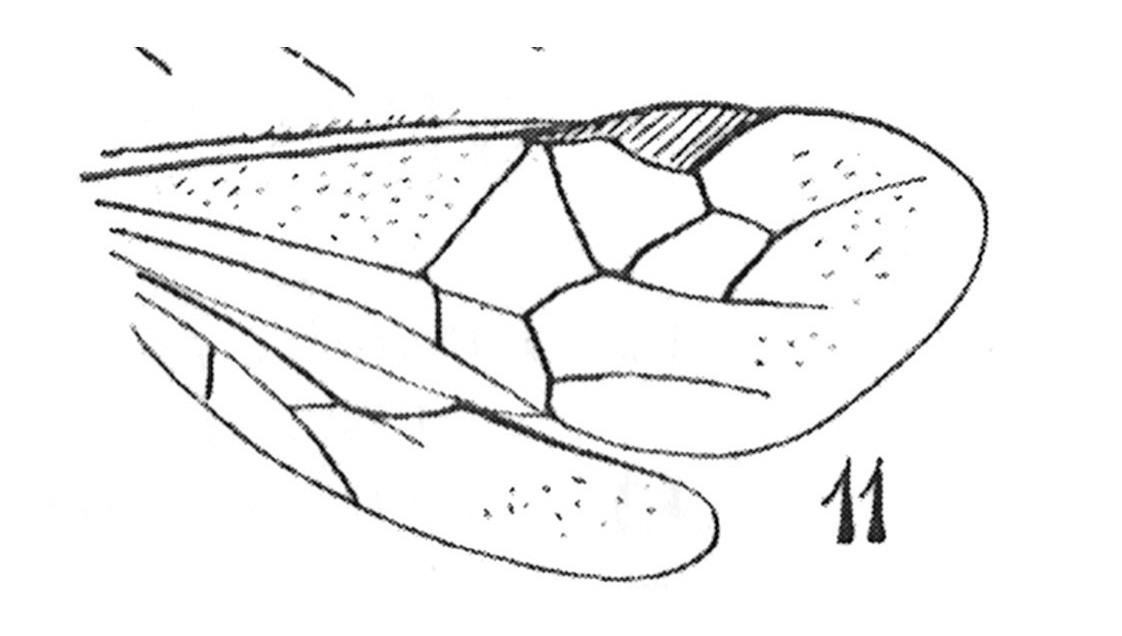
Taphaeus verus aile - Diospilus verus N. Théobald 1937 Holotype éch Am23 p. 309 pl. XXIV Héménoptères du Stampien d'Aix-en-Provence.

### Caractères
La diagnose de Nicolas Théobald de 1937, : 

« Petit insecte à tête et thorax noirs, abdomen brun, ailes transparentes. Tête transversale portant deux gros yeux arrondis ; antennes multiarticulées, 19 articles cylindriques ; longueur des antennes dépasse celle du corps. Thorax ovale ; abdomen sessile, six segments, le premier allongé ; abdomen arrondi à l'extrémité. Pattes grêles, brunes, finement poilues. Ailes transparentes, stigma oblong, émettant le nervure radiale un peu au-delà du milieu ; deux cellules cubitales ; la première cellule cubitale reçoit la nervure récurrente vers sa base ; le deuxième cellule cubitale est plus petite que la première ; cellule médiane plus longue que cellule costale (v. fig.). ».

### Dimensions
La longueur totale est de 2,1 mm, la longueur de l'aile est de 2 mm.

### Affinités
« La forme de l'abdomen et la disposition des nervures, la première cellule discoïdale contigüe au parastigma sont assez caractéristiques pour ranger cet échantillon dans le genre Diospilus. ».

### Publication originale
- [1937] Nicolas Théobald, « Les insectes fossiles des terrains oligocènes de France 473 p., 17 fig., 7 cartes,13 tables, 29 planches hors texte », Bulletin Mensuel de la Société des Sciences de Nancy et Mémoires de la Société des sciences de Nancy, Imprimerie G. Thomas,‎ 1937, p. 1-473 (ISSN 1155-1119 et 2263-6439, OCLC 786027547). .